# Улица Металлистов (Тула)
Улица Металлистов — пешеходная улица в Центральном округе Тулы, одна из старейших в городе. Своё начало она берет у Пятницких ворот Тульского кремля и оканчивается на Советской улице.

## Название
Несколько раз улица меняла своё название. В XVI веке она называлась Пятницкой, от названия церкви Параскевы Пятницы, находившейся рядом с ней. На рубеже XVI—XVII вв. она стала называться Никольской. К концу XVIII века ей вернули прежнее название. Современное название — улица Металлистов — появилось в 1924 году. Своим названием улица обязана Тульскому отделению Московского общества по обработке металлов (Союз металлистов). Оно размещалось в доме № 5, который в XVIII веке принадлежал купеческой жене Катерине Назаровне Наседкиной. Рядом находилась и чайная союза металлистов.

## Описание
Улица была ухоженной, аккуратной и достаточно богатой. В 1742 году она была полностью замощена дорогим булыжником. Практически у всех подъездов стояли фонари, что в те времена было большой роскошью.
Застройка разностильна. Дома строились из белого камня и красного кирпича. Большая часть из них — хорошо спланированные частные дома тульских купцов и мещан. Оформление фасадов жилых домов решалось их владельцами без учёта архитектуры уже стоявших соседних домов. Поэтому здесь стоят бок о бок и красивый особняк с классическим фронтоном, и дом богатого купца в помпезных лепных формах под французский ренессанс.
На Пятницкой улице были гостиный двор, две цирюльни, питейный дом, несколько трактиров, 40 лавок, общество трезвости.
В советские времена характер улицы был изменён. Торговля ликвидирована. Здания либо пустовали, либо были превращены полностью в жилые помещения. Практически во всех домах внутреннее убранство утрачено, здания со временем износились. Улица была заасфальтирована и использовалась исключительно как путепровод.
С сентября 2017 года улица была закрыта для движения автомобилей. Проводилась капитальная реконструкция. В День города 8 сентября 2018 года открылась обновлённая улица. Она стала пешеходной.
В сентябре 2020 года, к 500-летию Тульского кремля, после завершения комплекса работ по восстановлению и приспособлению 26 исторических зданий под музеи, выставки, гостиницы, кафе и рестораны, как и было запланировано программой подготовки к празднованию юбилея, состоялось открытие Музейного квартала с представительствами федеральных музеев: «Ясной Поляны», «Куликова поля», усадьбы Поленова, Государственного исторического музея. Местный музей декоративно-прикладного и современного искусства начал работать по новому адресу уже в июле.

## Примечательные здания и сооружения
| Номер | Фотография | Описание |
| ----- | ---------- | --- |
| 1     |            | Двухэтажное каменное здание с несколькими разновременными пристройками, которое закладывалось в одно время с Казанской церковью и принадлежало служившим в ней священникам. В начале XX века в одной из пристроек располагались торговые лавки, в 1936—2000 годах здание занимала дезинфекционная станция, а с 2013 года — реставраторы и археологи музея-заповедника «Куликово поле», который в 2020 году открыл здесь научный центр «Археология и реставрация» с выставочным пространством. |
| 2     |            | Бывшая усадьба середины XIX века. Истинное украшение дома — его оригинальное строение, закругленный угловой фасад. Балкон с коваными решетками на угловом фасаде появился в 1920-х годах. Последним владельцем этого дома был купец Леонов. До 1917 года на первом этаже здания находились магазины — «Булочная Денисова», «Рыбная торговля И. Ф. Митрохина и В. В. Леонтьева». Позднее здесь находилось общество трезвости и чайная. C 1927 по 1941 год в этом доме проживал тульский конструктор В. Н. Полюбин. |
| 4     |            | В 1799 году дом принадлежал купцам Василию и Петру Поповым. Первый этаж занимали калачная, свечная изба и лавка, на втором этаже жили хозяева, там же была «стряпущая изба». В 1863 году Анна Петровна Попова продала усадьбу Виктору Ивановичу Копаневу. Новый хозяин продолжал использовать помещения первого этажа под торговлю, второй этаж оставался жилым. С 1923 по 1977 год дом был жилым. В 1977 году, в связи с приспособлением здания под контору, были уничтожены сводчатые перекрытия, засыпаны подвалы, изменён внешний облик здания. В настоящее время главному фасаду здания возвращён исторический облик. |
| 6     |            | Усадьбой, на территории которой ныне располагаются дома № 6 и 8, в конце XVIII века владели мещане Алексей и Александр Григорьевичи Литваковы. На Пятницкую выходили каменный питейный дом, харчевня и семь каменных лавок, стоявших отдельно от дома. К 1848 году усадьба разделилась. Владение под нынешним № 6 приобрёл купец Струков. Он соединил четыре одноэтажных лавки, надстроил их и превратил в двухэтажный дом с мезонином, сохранившийся до наших дней. Великолепный декор мезонина пострадал от времени, но и сейчас он прекрасен. |
| 7     |            | Бывшие лавки Покровской церкви и часовня Святой Параскевы Пятницы. |
| 8     |            | Дом в стиле французского ренессанса принадлежал Климу Климовичу Макееву. В 2014 году отреставрирован. К сожалению, при реставрации недостаточно верно была передана цветовая гамма русского стиля: многие декоративные элементы, которые должны быть белыми (например, колонки, обрамляющие окна), покрашены почему-то в красный цвет. Дом передан музею-заповеднику «Куликово поле» для размещения его визит-центра, публичной научной библиотеки и музейного пространства «Вкус к истории». |
| 10    |            | Особняк в стиле позднего классицизма принадлежал Белолипецким. Михаил Григорьевич Белолипецкий родился в 1837 году в простой крестьянской семье. В возрасте 35 лет он основал фабрику «Тульский пряник». Позднее она стала называться «М. Г. Белолипецкий с сыновьями». Первый этаж дома занимал пряничный цех. Второй этаж был поделен на две части: в одной была кондитерская, а в другой — квартира Белолипецких. В продаже были сахарные круглые «эрбики» и «репки», «фигурные» пряники ванильные, шоколадные, клубничные. Белолипецкий одним из первых в Туле стал рекламировать свой товар. Многочисленная краеведческая литература связывает этот дом с фамилией Баташовых на том основании, что на дворовом фасаде сохранилась чугунная доска, на которой поставлена дата «1891» и инициалы «Н. И. Б.». Во время Первой мировой войны в доме располагался военный госпиталь. В 2020 году в рамках проекта «Музейный квартал» здесь открыт филиал Государственного исторического музея. |
| 12    |            | Принадлежал мещанам Егору и Ивану Сисиным. В здании, где на первом этаже располагались лавки, а на втором жили сами хозяева, в 2020 году открыт музей декоративно-прикладного и современного искусства, ставший первым в Музейном квартале города. Часть здания занимает региональное отделение Российского военно-исторического общества. |
| 14—16 |            | Дома № 14 и № 16 — одна усадьба. Она принадлежала купцам 3 гильдии Ивану и Петру Мельниковым. Дом № 14 был жилым и является характерным образцом зрелого русского классицизма 30-х — 40-х годов XIX века. Проездной аркой он соединён с одноэтажным магазином. Изначально жилой дом № 16 использовали под склад и магазины. Также здесь находились Пятницкие бани. |
| 18    |            | В начале XX века принадлежал тульским купцам Александру, Николаю и Сергею Степановичам Ермолаевым. Помещения дома сдавались под квартиры. Затем с 1918 года усадьбой владеет провизор 1 отделения Эдуард Федорович Миллер. Ему же принадлежит и дом № 21 на западной стороне улицы. |
| 19    |            | Жилой дом № 19 был построен в конце XIX века. До 1918 года принадлежал Георгию Михайловичу Золотареву. Здесь проживал чиновник Тульской казённой палаты Владимир Васильевич Алёхин. В 1920-е годы в доме находился магазин писчебумажных принадлежностей Н. И. Василькова. До сих пор дом остаётся жилым. В части помещений первого этажа открыт музей Нимфозориум (филиал Тульского историко-архитектурного музея) |
| 20    |            | Усадьба купцов Постниковых, состоящая из одноэтажного кирпичного жилого дома с флигелем и двухэтажного кирпичного жилого дома с пристроенной одноэтажной лавкой справа. Дом имеет интересный подвал, помещения которого перекрыты цилиндрическими и сомкнутыми сводами. Одно из этих помещений перекрыто сводами, опирающимися на центральный столб. В 1918 году владельцами усадьбы были Мария Васильевна Постникова и наследники Гилеля Мееровича Зафрена. Здесь проживал присяжный поверенный Николай Петрович Постников — сын Петра Александровича Постникова, бывшего Тульским городским головой в 1894—1898 годах. В советский период постройки бывшей усадьбы Постниковых использовались под жильё. |
| 21    |            | Двухэтажный дом с мезонином № 21 был построен до утверждения регулярного плана Тулы в 1779 году. В 1799 году принадлежал некой англичанке. Оба этажа тогда были жилыми. Следующим владельцем дома стал провизор Эдуард Фёдорович Миллер. Вероятно, в 30-х — 40-х годах XIX века дом был надстроен мезонином. В 1903 году от Адель Рудольфовны Гик дом перешёл к Александру Александровичу Сушкину и его сестре Ольге Александровне Гробовской. На первом этаже была аптека. В советский период дом использовался под жильё. В 2000-е годы в ходе ремонта исторический облик дома был сильно искажён. В ходе последней реставрации утраченный облик был восстановлен. |
| 25    |            | Бывшая усадьба купца Евфимия Кучина, построена в 1799 году. После реставрационных работ, проведённых в 2019—2020 годах, в здании расположился филиал музея-усадьбы «Ясная Поляна». |